# ATP Tour 2003
In der folgenden Tabelle werden die Turniere der professionellen Herrentennis-Saison 2003 (ATP Tour) dargestellt.
| Ort                 | Land                         | Turnier                                       | Serie                     | Belag¹        | Sieger              |
| ------------------- | ---------------------------- | --------------------------------------------- | ------------------------- | ------------- | ------------------- |
| Doha                | Katar                        | Qatar ExxonMobil Open 2003                    | International Series      | Hartplatz     | Stefan Koubek       |
| Chennai             | Indien                       | Tata Open 2003                                | International Series      | Hartplatz     | Paradorn Srichaphan |
| Adelaide            | Australien                   | AAPT Championships                            | International Series      | Hartplatz     | Nikolai Dawydenko   |
| Sydney              | Australien                   | Adidas International                          | International Series      | Hartplatz     | Lee Hyung-taik      |
| Auckland            | Neuseeland                   | Heineken Open                                 | International Series      | Hartplatz     | Gustavo Kuerten     |
| Melbourne           | Australien                   | Australian Open                               | Grand Slam                | Hartplatz     | Andre Agassi        |
| Mailand             | Italien                      | Milan Indoors                                 | International Series      | Teppich (i)   | Martin Verkerk      |
| Viña del Mar        | Chile                        | BellSouth Open                                | International Series      | Sand          | David Sánchez       |
| San Jose            | Vereinigte Staaten           | Siebel Open                                   | International Series      | Hartplatz (i) | Andre Agassi        |
| Marseille           | Frankreich                   | Open 13                                       | International Series      | Hartplatz (i) | Roger Federer       |
| Buenos Aires        | Argentinien                  | Copa AT&T                                     | International Series      | Sand          | Carlos Moyá         |
| Memphis (Tennessee) | Vereinigte Staaten           | Kroger/St. Jude International                 | International Series Gold | Hartplatz (i) | Taylor Dent         |
| Rotterdam           | Niederlande                  | ABN/AMRO World Tennis Tournament              | International Series Gold | Hartplatz (i) | Maks Mirny          |
| Kopenhagen          | Dänemark                     | Copenhagen Open                               | International Series      | Hartplatz (i) | Karol Kučera        |
| Acapulco            | Mexiko                       | Abierto Mexicano de Tenis Pegaso              | International Series Gold | Sand          | Agustín Calleri     |
| Dubai               | Vereinigte Arabische Emirate | Dubai Tennis Open                             | International Series Gold | Hartplatz     | Roger Federer       |
| Scottsdale          | Vereinigte Staaten           | Franklin Templeton Tennis Classic             | International Series      | Hartplatz     | Lleyton Hewitt      |
| Delray Beach        | Vereinigte Staaten           | International Tennis Championships            | International Series      | Hartplatz     | Jan-Michael Gambill |
| Indian Wells        | Vereinigte Staaten           | Tennis Masters Series Indian Wells            | ATP Masters Series        | Hartplatz     | Lleyton Hewitt      |
| Miami               | Vereinigte Staaten           | Tennis Masters Series Miami                   | ATP Masters Series        | Hartplatz     | Andre Agassi        |
| Casablanca          | Marokko                      | Grand Prix Hassan II                          | International Series      | Sand          | Julien Boutter      |
| Estoril             | Portugal                     | Estoril Open                                  | International Series      | Sand          | Nikolai Dawydenko   |
| Monte Carlo         | Monaco                       | Tennis Masters Series Monte-Carlo             | ATP Masters Series        | Sand          | Juan Carlos Ferrero |
| Barcelona           | Spanien                      | Open SEAT Godó 2003                           | International Series Gold | Sand          | Carlos Moyá         |
| Houston             | Vereinigte Staaten           | US Men’s Clay Court Championships             | International Series      | Sand          | Andre Agassi        |
| Valencia            | Spanien                      | Open de Tenis Comunidad Valenciana            | International Series      | Sand          | Juan Carlos Ferrero |
| München             | Deutschland                  | BMW Open                                      | International Series      | Sand          | Roger Federer       |
| Rom                 | Italien                      | Tennis Masters Series Rom                     | ATP Masters Series        | Sand          | Felix Mantilla      |
| Hamburg             | Deutschland                  | Tennis Masters Series Hamburg                 | ATP Masters Series        | Sand          | Guillermo Coria     |
| St. Pölten          | Österreich                   | Internationaler Raiffeisen Grand Prix         | International Series      | Sand          | Andy Roddick        |
| Düsseldorf          | Deutschland                  | ARAG ATP World Team Championship              | World Team Cup            | Sand          | Chile               |
| Paris               | Frankreich                   | French Open                                   | Grand Slam                | Sand          | Juan Carlos Ferrero |
| Halle (Westf.)      | Deutschland                  | Gerry Weber Open                              | International Series      | Rasen         | Roger Federer       |
| London              | Vereinigtes Königreich       | The Stella Artois Grass Court Championships   | International Series      | Rasen         | Andy Roddick        |
| ’s-Hertogenbosch    | Niederlande                  | Ordina Open                                   | International Series      | Rasen         | Sjeng Schalken      |
| Nottingham          | Vereinigtes Königreich       | The Samsung Open                              | International Series      | Rasen         | Greg Rusedski       |
| Wimbledon, London   | Vereinigtes Königreich       | Wimbledon Championships                       | Grand Slam                | Rasen         | Roger Federer       |
| Gstaad              | Schweiz                      | Allianz Suisse Open Gstaad                    | International Series      | Sand          | Jiří Novák          |
| Båstad              | Schweden                     | Telenordia Swedish Open                       | International Series      | Sand          | Mariano Zabaleta    |
| Newport             | Vereinigte Staaten           | Miller Lite Hall of Fame Tennis Championships | International Series      | Rasen         | Robby Ginepri       |
| Amersfoort          | Niederlande                  | Energis Open                                  | International Series      | Sand          | Nicolás Massú       |
| Stuttgart           | Deutschland                  | 2003 Mercedes Cup                             | International Series Gold | Sand          | Guillermo Coria     |
| Indianapolis        | Vereinigte Staaten           | RCA Championships                             | International Series      | Hartplatz     | Andy Roddick        |
| Kitzbühel           | Österreich                   | Generali Open 2003                            | International Series Gold | Sand          | Guillermo Coria     |
| Umag                | Kroatien                     | International Championship of Croatia         | International Series      | Sand          | Carlos Moyá         |
| Sopot               | Polen                        | Idea Prokom Open                              | International Series      | Sand          | Guillermo Coria     |
| Washington, D.C.    | Vereinigte Staaten           | Legg Mason Tennis Classic                     | International Series      | Hartplatz     | Tim Henman          |
| Los Angeles         | Vereinigte Staaten           | Mercedes-Benz Cup                             | International Series      | Hartplatz     | Wayne Ferreira      |
| Montreal            | Kanada                       | Tennis Masters Series Montreal                | ATP Masters Series        | Hartplatz     | Andy Roddick        |
| Cincinnati          | Vereinigte Staaten           | Tennis Masters Series Cincinnati              | ATP Masters Series        | Hartplatz     | Andy Roddick        |
| Long Island         | Vereinigte Staaten           | TD Waterhouse Cup                             | International Series      | Hartplatz     | Paradorn Srichaphan |
| New York City       | Vereinigte Staaten           | US Open                                       | Grand Slam                | Hartplatz     | Andy Roddick        |
| Salvador            | Brasilien                    | Brasil Open                                   | International Series      | Sand          | Sjeng Schalken      |
| Bukarest            | Rumänien                     | Gelsor Open Romania                           | International Series      | Sand          | David Sánchez       |
| Bangkok             | Thailand                     | Thailand Open                                 | International Series      | Hartplatz (i) | Taylor Dent         |
| Shanghai            | Volksrepublik China          | Heineken Open Shanghai                        | International Series      | Hartplatz     | Mark Philippoussis  |
| Palermo             | Italien                      | Campionati Internazionali di Sicilia          | International Series      | Sand          | Nicolás Massú       |
| Tokio               | Japan                        | AIG Japan Open                                | International Series Gold | Hartplatz     | Rainer Schüttler    |
| Moskau              | Russland                     | Kremlin Cup                                   | International Series      | Teppich (i)   | Taylor Dent         |
| Metz                | Frankreich                   | Open de Moselle                               | International Series      | Hartplatz (i) | Arnaud Clément      |
| Wien                | Österreich                   | CA Tennis Trophy                              | International Series Gold | Hartplatz (i) | Roger Federer       |
| Lyon                | Frankreich                   | Grand Prix de Tennis de Lyon                  | International Series      | Teppich (i)   | Rainer Schüttler    |
| Madrid              | Spanien                      | Tennis Masters Series Madrid                  | ATP Masters Series        | Hartplatz (i) | Juan Carlos Ferrero |
| Sankt Petersburg    | Russland                     | St. Petersburg Open                           | International Series      | Teppich (i)   | Gustavo Kuerten     |
| Basel               | Schweiz                      | Davidoff Swiss Indoors                        | International Series      | Teppich (i)   | Guillermo Coria     |
| Stockholm           | Schweden                     | Stockholm Open                                | International Series      | Hartplatz (i) | Mardy Fish          |
| Paris               | Frankreich                   | Tennis Masters Series Paris                   | ATP Masters Series        | Teppich (i)   | Tim Henman          |
| Houston             | Vereinigte Staaten           | Tennis Masters Cup                            | Tennis Masters Cup        | Hartplatz     | Roger Federer       |

¹ Das Kürzel „(i)“ (= indoor) bedeutet, dass das betreffende Turnier in einer Halle ausgetragen wird.